# Нью-Йоркский университет
Нью-Йо́ркский университе́т (англ. New York University, NYU) — частный исследовательский университет США, расположенный в Нью-Йорке, один из наиболее известных и престижных высших учебных заведений мира. В 2020 году Нью-Йоркский университет занял 11 место среди лучших университетов США и 35 место среди лучших университетов мира в рейтинге Quacquarelli Symonds (англ., QS).
Университет является самым крупным научно-исследовательским частным университетом Соединённых Штатов. В нём обучаются более 51 тыс. студентов.
Нью-Йоркский университет состоит из 16 школ, институтов и колледжей.
Главный корпус университета располагается в Гринвич-Виллидж, на Манхеттене, Нью-Йорк.
Нью-Йоркский университет — член Ассоциации американских университетов, объединяющей с 1900 года ведущие научно-исследовательские университеты Северной Америки.
Среди выпускников и преподавателей университета 38 нобелевских лауреатов, 3 лауреата премии Абеля, 26 лауреатов Пулитцеровской премии, один член Верховного Суда США, 5 губернаторов США (англ.), 19 лауреатов премии «Оскар», Эмми, Грэмми и Тони, а также стипендиатов фондов Мак-Артура и Гуггенхайма и членов Национальной академии наук США.

## История

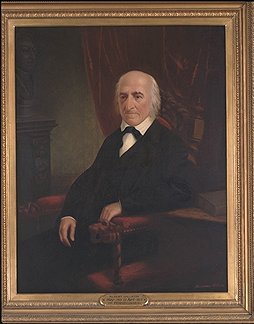
Альберт Галлатин (1761—1849)

Нью-Йоркский университет был основан 21 апреля 1831 года группой влиятельных нью-йоркцев, среди которых был и бывший министр финансов США Альберт Галлатин, считающийся отцом-основателем университета. В противоположность университетам восточного побережья, он должен был быть доступен всем классам, особенно рабочему, и всем религиозным конфессиям. Образцом послужили университеты Парижа, Вены и Университетский колледж Лондона. Концепция образования предполагала, в отличие от принятой классической концепции, наличие новых учебных курсов, например, экономической политики, истории и современных языков. Эту позицию университет сохранил и сегодня. Семейственность и наследственность в преподавательском составе, а также раздача высоких оценок состоятельным студентам не знакомы этому учебному заведению.
Первые два года университет снимал помещения в Клинтон-Холле, затем в 1833 году он приобрел землю на площади Вашингтона. Началось интенсивное строительство. В 1835 году была открыта Школа юридических наук, первая профессиональная школа университета.
В 1894 году в Бронксе, рядом с Колумбийским университетом появилось второе здание университета. Сюда был перенесён Колледж наук и искусств, а также Инженерная школа.
Первоначальное название «Университет города Нью-Йорка» было изменено в 1896 году на «Нью-Йоркский университет».
В начале 1970-х годов университет находился на грани банкротства, но сумел справиться с трудностями. Сегодня университет является третьим крупным владельцем недвижимости в Нью-Йорке после городского муниципалитета и католической церкви.
В 1960-е и 1970-е годы студенты Нью-Йоркского университета приняли активное участие в акциях протеста сначала против расовой дискриминации, а затем войны во Вьетнаме.

## Учебные заведения в составе университета
Бакалавриат:
- Колледж наук и искусств — College of Arts and Science (1832 год)
- Школа индивидуализированного обучения Галлатина — Gallatin School of Individualized Study (1972)
- Школа искусств Тиша — Tisch School of the Arts (1965)
- Школа культуры, образования и человеческого развития Штайнхардта — Steinhardt School of Culture, Education and Human Development (1890)
- Школа социальной работы Эренкранца — Ehrenkranz School of Social Work (1960)
- Школа бизнеса Леонарда Н. Штерна — Leonard N. Stern School of Business (1900)
- Школа инженерии Тэндон — Tandon School of Engineering (2015), которая берет свое начало от Политехнического института, основанного в 1854 году.
- Нью-Йоркский университет в Абу-Даби — New York University Abu Dhabi (NYUAD) — англ. (2010)
- Нью-Йоркский университет в Шанхае — https://web.archive.org/web/20130318034529/http://shanghai.nyu.edu/en/

В некоторых из этих школ возможно также постдипломное обучение.
Магистратура:
- Курантовский институт математических наук — Courant Institute of Mathematical Sciences (1934)
- Школа инжиниринга Тэндон — Tandon School of Engineering (2015)
- Школа медицины — School of Medicine (1841)
- Школа государственной службы Вагнера — Wagner Graduate School of Public Service (1938)
- Школа юридических наук — School of Law (1835)
- Институт изящных искусств — Institute of Fine Arts (1922)
- Школа повышения квалификации и профессионального образования — School of Continuing and Professional Studies (1934)
- Колледж зубоврачебного дела — College of Dentistry (1865).
- Школа наук и искусств — Graduate School of Arts and Sciences (1886)
- Медицинский колледж — College of Nursing
- Институт изучения древнего мира — Institute for the Study of the Ancient World
- Школа медицины горы Синай — Mount Sinai School of Medicine

Нью-Йоркский университет имеет свои отделения в Европе:
- Нью-Йоркский университет во Флоренции,
- Нью-Йоркский университет в Лондоне,
- Нью-Йоркский университет в Париже,

а также отделения в Мадриде, Берлине, Акре, Шанхае, Буэнос-Айресе, Тель-Авиве и Сингапуре (Школа искусств).

## Территория университета

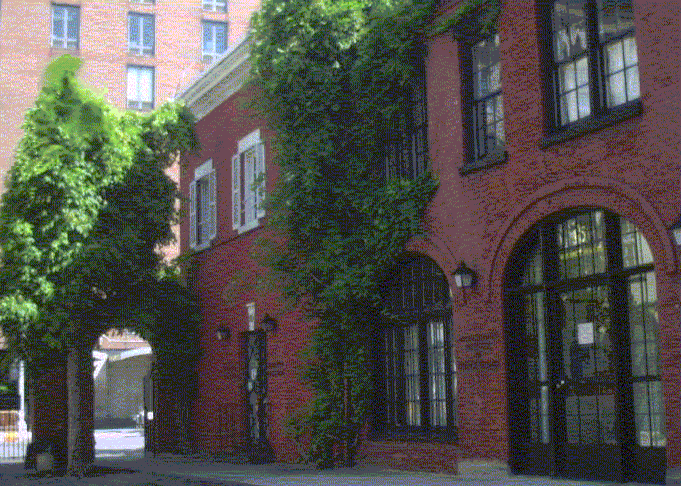
Французский дом

Главное здание университета расположено в Гринвич-Виллидж, одном из старейших кварталов Нью-Йорка на площади Вашингтона. Оно состоит из библиотеки имени Элмера Хормса Бобста, корпуса Сильвера (главного здания), корпуса Брауна, Блока Юдсона Холла (Block Judson Hall), Вандербилт-Холла (Vanderbilt Hall) и Таунхаус-Роу (Townhouse Row), Центра менеджмента Кауфмана (Kaufman Management Center) и Торч-Клаба (Torch Club).

Триумфальная Арка Джорджа Вашингтона в самом сердце Университета

За площадью Вашингтона находится студенческий городок, состоящий из домов для преподавательского состава и так называемых «международных домов» — студенческих общежитий (например, Немецкий дом — Das Deutsche Haus, Французский дом — La Maison Francaise, Итальянский дом — Casa Italiana и другие).
В последние годы появилось ещё несколько зданий:
Центр Киммеля — основной центр всей студенческой деятельности. Здесь проходят все крупные университетские мероприятия, награждения и премьеры. Находящийся в здании Центр Скёрболла с его 2200 местами является одним из самых больших театров Нью-Йорка.
Фёрман-Холл был назван в честь выпускника университета Джея Фёрмана. Здесь находятся аудитории, читальные залы, клиническая база Школы юридических наук, а также квартиры преподавательского состава.
Библиотека Бобст — библиотека на 2000 мест. Посещается 6800 читателями ежедневно, и выдаёт около миллиона книг ежегодно.

## Библиотека Бобста

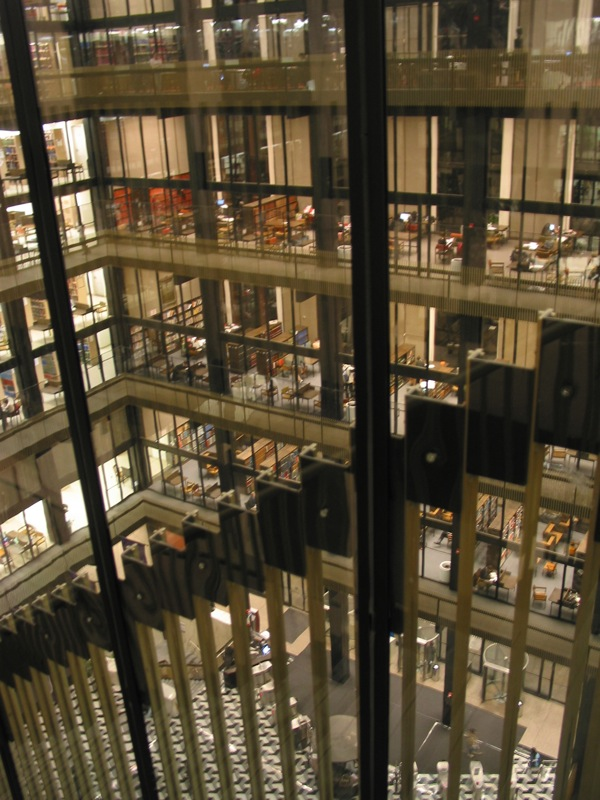
Университетская библиотека

Библиотека имени Элмера Холмса Бобста, построенная в 1967—1972 годах, является самой большой библиотекой университета и одной из крупнейших научных библиотек США.
Библиотечный фонд составляет 4,5 миллиона книг, 20 000 журналов, более 3,5 миллионов микрофильмов и несколько тысяч других носителей информации.
Библиотеку, рассчитанную на 2000 мест, посещают ежедневно более 6 800 человек, а в год выдается почти миллион книг.
В распоряжении библиотеки находится один из крупнейших аудио- и видео-центров мира, в котором студенты и учёные пользуются более 95 000 аудио- и видеозаписями ежегодно.

## Отбор
Зачисление студентов в университет, независимо от факультета, осуществляется очень выборочно. Согласно опросам среди абитуриентов, университет был назван «университетом мечты номер один», а в 2004 и 2005 году в него было подано наибольшее количество заявлений о приёме в Америке. Процент поступаемости в 2020 году составил 15 % по всему университету, а в Колледж Искусств и Наук было принято всего 9 % абитуриентов
Количество иностранных студентов в университете также является самым большим в стране: около 4 000 студентов из более чем ста стран мира.

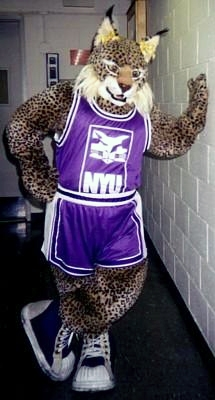
Талисман университета

## Студенческая жизнь
В университете более 350 студенческих клубов и организаций, а также спортивных команд, научных объединений и творческих групп.
Университет выпускает несколько печатных изданий: ежедневную газету «Вашингтон Сквер Ньюс», юмористический журнал «Плэйг», литературные журналы «Вашингтон Сквер Ревью» и «Минетта Ревью», а также около 100 книг ежегодно.
В университете также поддерживаются студенческие традиции.
В начале XX века появилась традиция посвящения в студенты. Так, в корпусе в Бронксе первокурсников ловили и окунали в поилку для лошадей. Того студента, кого первого обмакнули туда с головой, единодушно признавали «фонтаном знаний». Эта своеобразная инициация существовала до 70-х годов. В наши дни первокурсники принимают участие в университетском мероприятии «Неделя открытых дверей». Кроме этого, в университете традиционно проходят Праздник яблока (тематический народный праздник), Фиолетовый бал (танцы в атриуме библиотеки), Праздник клубники (кульминационный момент которого — самый длинный в Нью-Йорке клубничный пирог) и дважды в год Полночный завтрак перед началом сессии.
Спортивные команды университета носят название «Фиалки» (в другом переводе — «Фиолетовые»).

## Известные преподаватели
Нобелевские лауреаты
- Беллоу, Сол (1915—2005) — Нобелевская премия по литературе 1976 года
- Бенасерраф, Барух (р.1920) — иммунолог, Нобелевская премия по физиологии и медицине 1980 года
- Гершко, Аврам (р.1937) — химик, Нобелевская премия по химии 2004 года
- Роберт Энгл (р.1942) — экономист, Нобелевская премия по экономике 2003 года
- Леонтьев, Василий Васильевич (1905—1999) — экономист, Нобелевская премия по экономике 1973 года
- Лёви, Отто (1873—1961) — врач, Нобелевская премия по физиологии и медицине 1936 года
- Малликен, Роберт Сандерсон (1896—1986) — химик, Нобелевская премия по химии 1966 года
- Очоа, Северо (1905—1993) — врач, Нобелевская премия по физиологии и медицине 1959 года

Прочие
- Баумоль, Уильям (1922) — экономист
- Бернхем, Джеймс (1929—1953) — философ, социолог, экономист
- Блок, Нед (1942) — философ
- Громов, Михаил Леонидович (1943) — математик
- Доктороу, Эдгар Лоуренс (1931) — писатель
- Друкер, Питер Фердинанд (1909—2005) — экономист
- Йованович, Боян (1951) — экономист
- Кантор, Норман (1929—2004) — историк
- Курант, Рихард (1888—1972) — математик
- Мизес, Людвиг фон (1881—1973) — экономист
- Морзе, Сэмюэл (1791—1872) — изобретатель и художник
- Нагель, Томас (1937) — философ
- Амир Пнуэли (1941) — учёный в области теории вычислительных систем
- Сарджент, Томас (1943) — экономист
- Фромм, Эрих (1900—1980) — психолог

## Известные выпускники

#### Нобелевские лауреаты
- Аксельрод, Джулиус (1912—2004) — биохимик, Нобелевская премия по физиологии и медицине 1970 года
- Мохаммед аль-Барадеи (р.1942) — юрист, Нобелевская премия мира 2005 года
- Элайон, Гертруда (1918—1999) — химик, Нобелевская премия по химии 1988 года
- Кандель, Эрик (р.1929) — врач, Нобелевская премия по физиологии и медицине 2005 года
- Райнес, Фредерик (1918—1998) — физик, Нобелевская премия по физике 1995 года
- Рут, Элиу (1845—1937) — министр иностранных дел США, Нобелевская премия мира 1912 года
- Шалл, Клиффорд (1915—2001) — физик, Нобелевская премия по физике 1994 года
- Уолд, Джордж (1906—1997) — врач, Нобелевская премия по физиологии и медицине 1967 года

#### Лауреаты премии «Оскар»
- Вуди Аллен (1935) — режиссёр, актёр
- Джоли, Анджелина (1975) — актриса
- Коэн, Джоэл — режиссёр, продюсер
- Стоун, Уильям Оливер (1946) — режиссёр
- Вупи Голдберг (1955) — актриса, продюсер, сценарист, телеведущая
- Харден, Марша Гей (1959) — актриса
- Томей, Мариса (1964) — актриса
- Херрманн, Бернард (1911—1975) — кинокомпозитор
- Скорсезе, Мартин (1942) — режиссёр
- Хоффман, Филип Сеймур (1967—2014) — актёр
- Хэтэуэй, Энн (1982) — актриса
- Идина Мензел (1971) — актриса

### Прочие

#### Киноиндустрия
- Бай Лин (1966) — актриса
- Барта, Джастин (1978) — актёр, режиссёр, продюсер
- Бенц, Джули — актриса
- Блисс Кармен (1861—1929) — канадский поэт
- Болдуин, Алек (1958) — актёр (не окончил обучение)
- Бледел, Алексис (1981) — актриса (не окончила обучение)
- Блэр, Сельма (1972) — актриса
- Дайана Гэйдри (1964) — актриса, продюсер, психолог
- Дельпи, Жюли (1969) — актриса, режиссёр
- Джармуш, Джим (1953) — режиссёр
- Керриган, Лодж (1964) — кинорежиссёр, профессор Нью-Йоркского университета
- Ким, Дэниел Дэ (1968) — актёр
- Коламбус, Крис (1958) — кинорежиссёр
- Крамер, Стэнли (1913—2001) — продюсер
- Кристал, Билли (1948) — комедийный актёр
- Локтев, Джулия (1969) — кинорежиссёр
- Мессинг, Дебра (1968) — актриса
- Малгрю, Кейт (1985) — актриса
- Мэг Райан (1961) — актриса
- О'Коннелл, Джерри (1974) — актёр
- Олсен Эшли и Мэри-Кейт — актрисы
- Элизабет Олсен — актриса
- Спайк, Ли (1957) — актёр и режиссёр
- Сэндлер, Адам (1966) — актёр
- Шьямалан, М. Найт (1970) — режиссёр, сценарист
- Энг Ли (1954) — режиссёр
- Наталия Дайер — актриса
- Фрэнк Грилло — актёр
- Коул и Дилан Спроус — актёры
- Камила Мендес — актриса